# سه‌گانه مکزیک
سه‌گانه مکزیک (به انگلیسی: Mexico Trilogy) (که با نام‌های سه‌گانه ال ماریاچی یا سه‌گانه دسپرادو نیز منتشر شده‌اند) سری فیلمی است که به کارگردانی رابرت رودریگز از سال‌های ۱۹۹۲ تا ۲۰۰۳ ساخته شده‌اند.
در ایران در دهه ۱۳۸۰ هر سه قسمت این سه‌گانه توسط شرکت تصویر دنیای هنر دوبله و پخش شدند.

## تاریخچه
کوئنتین تارانتینو دوست رابرت رودریگز به او پیشنهاد داد سری فیلم‌هایی مانند سه‌گانه دلار بسازد. سه‌گانه دلار سری فیلم‌های وسترن اسپاگتی ای بودند که توسط سرجو لئونه ساخته شده بودند. این فیلم‌ها به ترتیب به خاطر یک مشت دلار و به خاطر چند دلار بیشتر و خوب، بد، زشت نام داشتند. رودریگز این پیشنهاد را پذیرفت و شروع به ساختن سه‌گانه خود کرد. فیلم روزی روزگاری در مکزیک نیز شباهت زیادی به فیلم‌های وسترن اسپاگتی دارد. در هر قسمت از این سه‌گانه، ال ماریاچی با افراد جدیدی سر و کار دارد و نقش کاراکترهای فیلم قبلی کمرنگ‌تر می‌شود.

## توضیحات فیلم‌ها

### ال ماریاچی
این فیلم اولین قسمت از این سه‌گانه است که با بودجه اندک هفت هزار دلار در سال ۱۹۹۲ ساخته شد. در این فیلم کارلوس گالاردو نقش ال ماریاچی را بازی می‌کند و به همراه رابرت رودریگز تهیه‌کننده این فیلم است.
داستان این فیلم دربارهٔ جوان گیتاریستی است که اشتباهی به جای یک قاتل توسط افراد خلافکار تحت تعقیب قرار می‌گیرد. طی جریانات فیلم او با دختری به نام دومینو دوست می‌شود.

### دسپرادو
این فیلم دومین قسمت از این سه‌گانه و محصول سال ۱۹۹۵ است. بودجه این فیلم هزار برابر قسمت قبلی سه‌گانه یعنی هفت میلیون دلار است. این فیلم پس از اکران و به سرعت علاقه‌مندان زیادی را مجذوب خود کرد. در این فیلم نقش ال ماریاچی به آنتونیو باندراس داده شد و کارلوس گالاردو فقط نقش کوتاهی در فیلم بازی می‌کرد.
داستان این فیلم ادامه داستان فیلم ال ماریاچی است. بعد از کشته شدن دومینو، ال ماریاچی به دنبال رئیس خلافکاران می‌گردد و در نهایت او را می‌کشد. در طی داستان فیلم ال ماریاچی با دختری به نام کارولینا آشنا می‌شود و با او دوست می‌شود.

### روزی روزگاری در مکزیک
این فیلم سومین و آخرین قسمت از این سه‌گانه است. این فیلم ساخته سال ۲۰۰۳ است و علاوه بر آنتونیو باندراس و سلما هایک افراد مشهور دیگری مانند جانی دپ، انریکه ایگلسیاس و اوا مندس در آن به ایفای نقش پرداختند.
در داستان این فیلم خلافکاران برای سر ال ماریاچی جایزه تعیین می‌کنند. شلدون سندس از ال ماریاچی درخواست می‌کند جلوی ژنرال مارکز را که می‌خواهد علیه رئیس‌جمهور مکزیک کودتا کند را بگیرد. در نهایت، ال ماریاچی موفق به کشتن مارکز می‌شود و به کمک دوستان خود و مردم از کودتا جلوگیری می‌کنند.

## توضیحات بازیگران
- آنتونیو باندراس در قسمت دوم و سوم این سه‌گانه نقش اول مرد یعنی ال ماریاچی را بازی می‌کند. تمامی سیر داستان دو فیلم آخر بر شخصیت ال ماریاچی می‌چرخد.
- کارلوس گالاردو در قسمت اول این این مجموعه نقش ال ماریاچی را بازی می‌کند اما در قسمت دوم نقش کوتاه کامپا، دوست ال ماریاچی را بر عهده دارد.
- سلما هایک نقش کارولینا را در فیلم دوم و سوم بازی می‌کند. البته نقش او در فیلم دوم بسیار پررنگ تر است؛ زیرا هنگام شروع داستان سوم شخصیت کارولینا کشته شده‌است و در فیلم سوم فقط چند فلش‌بک از اتفاقات رخ داده برای کارولینا بین داستان فیلم دوم و داستان فیلم سوم نمایش داده می‌شود.
- دانی ترخو در این قسمت دوم و سوم حضور دارد ولی با دو نقش کالا متفاوت. او در فیلم دوم نقش ناواجاس (قاتل حرفه‌ای که برای کشتن ال ماریاچی استخدام شده) را بازی می‌کند ولی در فیلم سوم نقش کوکوی از افراد شلدون سندس را بازی می‌کند.
- جانی دپ در قسمت سوم این سری نقش شلدون سندس را بازی می‌کند. شلدون سندس کسی است که می‌خواهد جلوی کودتای باریلو و مارکز را از راه‌های مختلفی بگیرد.
- چیچ مارین در قسمت دوم این سری نقش یک کافه چی را بازی می‌کند و در قسمت سوم نقش بلینی را بازی می‌کند که توسط شلدون سندس کشته می‌شود.
- ویلم دفو در قسمت سوم این مجموعه نقش آرماندو باریلو، کسی که می‌خواهد به کمک مارکز کودتا کند را بازی می‌کند که در نهایت توسط ال ماریاچی کشته می‌شود.